# Récompenses des Bulls de Chicago
Les Bulls de Chicago sont une franchise de basket-ball américaine évoluant dans la National Basketball Association. Cet article regroupe l'ensemble des récompenses des Bulls de Chicago durant les saisons NBA.

## Titres de l'équipe

### Champions NBA
Les Bulls ont gagné 6 titres de champion NBA : 1991, 1992, 1993, 1996, 1997, 1998.

### Champion de conférence
Ils ont glané 6 titres de champion de la Conférence Est : 1991, 1992, 1993, 1996, 1997, 1998.

### Champion de division
Les Bulls ont été 9 fois champion de division : 1975, 1991, 1992, 1993, 1996, 1997, 1998, 2011, 2012.
Ces 9 titres se répartissent en un titre de champion de division Midwest et 8 titres de champion de la division Centrale.

## Titres individuels

### MVP
- Michael Jordan (x5) – 1988, 1991, 1992, 1996, 1998
- Derrick Rose – 2011

### MVP des Finales
- Michael Jordan (x6) – 1991, 1992, 1993, 1996, 1997, 1998

### Défenseur de l'année
- Michael Jordan – 1988
- Joakim Noah – 2014

### Rookie de l'année
- Michael Jordan – 1985
- Elton Brand – 2000 (co-Rookie de l'année)
- Derrick Rose – 2009

### 6ème homme de l'année
- Toni Kukoč – 1996
- Ben Gordon – 2005

### Meilleure progression de l'année
- Jimmy Butler – 2015

### Entraîneur de l'année
- Johnny Kerr – 1967
- Dick Motta – 1971
- Phil Jackson – 1996
- Tom Thibodeau – 2011

### Exécutif de l'année
- Jerry Krause (x2) – 1988, 1996
- Gar Forman – 2011 (co-Exécutif de l'année)

### NBA Sportsmanship Award
- Luol Deng – 2007

### J. Walter Kennedy Citizenship Award
- Joakim Noah – 2015

### NBA Hustle Award
- Thaddeus Young – 2021
- Alex Caruso – 2024

## Hall of Fame

### Joueurs
13 hommes ayant joué aux Bulls principalement, ou de façon significative pendant leur carrière ont été introduits au Basketball Hall of Fame (également appelé Naismith Memorial Basketball Hall of Fame).
| Joueur         | Activité aux Bulls  | Activité aux Bulls  | Hall of Fame        |
| Joueur         | Années              | Titres avec Chicago | Année intronisation |
| -------------- | ------------------- | ------------------- | ------------------- |
| Nate Thurmond  | 1974–1976           | 0                   | 1985                |
| George Gervin  | 1985–1986           | 0                   | 1996                |
| Robert Parish  | 1996–1997           | 1                   | 2003                |
| Michael Jordan | 1984–1993 1995–1998 | 6                   | 2009                |
| Scottie Pippen | 1987–1998 2003–2004 | 6                   | 2010                |
| Artis Gilmore  | 1976–1982 1987      | 0                   | 2011                |
| Dennis Rodman  | 1995–1998           | 3                   | 2011                |
| Chet Walker    | 1969–1975           | 0                   | 2012                |
| Guy Rodgers    | 1966–1967           | 0                   | 2014                |
| Toni Kukoč     | 1993–2000           | 3                   | 2021                |
| Ben Wallace    | 2006–2008           | 0                   | 2021                |
| Pau Gasol      | 2014–2016           | 0                   | 2023                |
| Dwyane Wade    | 2016–2017           | 0                   | 2023                |

### Entraineurs, managers et contributeurs
| Personnalité    | Activité aux Bulls | Activité aux Bulls  | Activité aux Bulls                        | Hall of Fame        | Hall of Fame |
| Personnalité    | Années             | Titres avec Chicago | Fonction                                  | Année intronisation | Qualité      |
| --------------- | ------------------ | ------------------- | ----------------------------------------- | ------------------- | ------------ |
| Jerry Colangelo | 1968–1995          | –                   | directeur marketing, assistant, président | 2004                | contributeur |
| Phil Jackson    | 1989–1998          | 6                   | entraîneur                                | 2007                | entraîneur   |
| Jerry Sloan     | 1979–1982          | 0                   | entraîneur                                | 2009                | entraîneur   |
| Jerry Reinsdorf | 1985–              | 6                   | propriétaire                              | 2016                | contributeur |
| Jerry Krause    | 1985–2003          | 6                   | manager général                           | 2017                | contributeur |
| Rod Thorn       | 1978–1985          | 0                   | manager général                           | 2018                | contributeur |

## Maillots retirés
Les maillots retirés de la franchise de Chicago sont les suivants :
- 4 - Jerry Sloan
- 10 - Bob Love
- 23 - Michael Jordan
- 33 - Scottie Pippen

## Récompenses du All-Star Week-End

### Sélections au All-Star Game
Liste des joueurs sélectionnés pour le All-Star Game, en tant que joueur des Bulls de Chicago :
- Guy Rodgers – 1967
- Jerry Sloan (x2) – 1967, 1969
- Bob Boozer – 1968
- Chet Walker (x4) – 1970, 1971, 1973, 1974
- Bob Love (x3) – 1971, 1972, 1973
- Norm Van Lier (x3) – 1974, 1976, 1977
- Artis Gilmore (x4) – 1978, 1979, 1981, 1982
- Reggie Theus (x2) – 1981, 1983
- Michael Jordan (x12) – 1985, 1986, 1987, 1988, 1989, 1990, 1991, 1992, 1993, 1996, 1997, 1998
- Scottie Pippen (x7) – 1990, 1992, 1993, 1994, 1995, 1996, 1997
- B. J. Armstrong – 1994
- Horace Grant – 1994
- Derrick Rose (x3) – 2010, 2011, 2012
- Luol Deng (x2) – 2012, 2013
- Joakim Noah (x2) – 2013, 2014
- Pau Gasol (x2) – 2015, 2016
- Jimmy Butler (x3) – 2015, 2016, 2017
- Zach LaVine (x2) – 2021, 2022
- DeMar DeRozan (x2) – 2022, 2023

### MVP du All-Star Game
- Michael Jordan (x3) – 1988, 1996, 1998
- Scottie Pippen – 1994

### Entraîneur au All-Star Game
- Phil Jackson (x2) – 1992, 1996
- Tom Thibodeau – 2012

### Vainqueur du concours de dunks
- Michael Jordan (x2) – 1987, 1988

### Vainqueur du concours à 3 points
- Craig Hodges (x3) – 1990–1992
- Steve Kerr – 1997

### Vainqueur du Skills Challenge
- Derrick Rose – 2009

## Distinctions en fin d'année

### All-NBA Team

#### All-NBA First Team
- Michael Jordan (x10) – 1987, 1988, 1989, 1990, 1991, 1992, 1993, 1996, 1997, 1998
- Scottie Pippen (x3) – 1994, 1995, 1996
- Derrick Rose – 2011
- Joakim Noah – 2014

#### All-NBA Second Team
- Bob Love (x2) – 1971, 1972
- Norm Van Lier – 1974
- Michael Jordan – 1985
- Scottie Pippen (x2) – 1992, 1997
- Pau Gasol – 2015
- DeMar DeRozan – 2022

#### All-NBA Third Team
- Scottie Pippen (x2) – 1993, 1998
- Jimmy Butler – 2017

### NBA All-Rookie Team

#### NBA All-Rookie First Team
- Erwin Mueller – 1967
- Clifford Ray – 1972
- Scott May – 1977
- Reggie Theus – 1979
- David Greenwood – 1980
- Quintin Dailey – 1983
- Michael Jordan – 1985
- Charles Oakley – 1986
- Elton Brand – 2000
- Kirk Hinrich – 2004
- Luol Deng – 2005
- Ben Gordon – 2005
- Derrick Rose – 2009
- Taj Gibson – 2010
- Nikola Mirotić – 2015
- Lauri Markkanen – 2018

#### NBA All-Rookie Second Team
- Stacey King – 1990
- Toni Kukoč – 1994
- Ron Artest – 2000
- Marcus Fizer – 2001
- Jay Williams – 2003
- Tyrus Thomas – 2007
- Coby White – 2020
- Patrick Williams – 2021
- Ayo Dosunmu – 2022
- Matas Buzelis – 2025

### NBA All-Defensive Team

#### NBA All-Defensive First Team
- Jerry Sloan (x4) – 1969, 1972, 1974, 1975
- Norm Van Lier (x3) – 1974, 1976, 1977
- Michael Jordan (x9) – 1988, 1989, 1990, 1991, 1992, 1993, 1996, 1997, 1998
- Scottie Pippen (x7) – 1992, 1993, 1994, 1995, 1996, 1997, 1998
- Dennis Rodman – 1996
- Joakim Noah (x2) – 2013, 2014
- Alex Caruso – 2023

#### NBA All-Defensive Second Team
- Jerry Sloan (x2) – 1970, 1971
- Norm Van Lier (x4) – 1972, 1973, 1975, 1978
- Bob Love (x3) – 1972, 1974, 1975
- Artis Gilmore – 1978
- Scottie Pippen – 1991
- Horace Grant (x2) – 1993, 1994
- Kirk Hinrich – 2007
- Ben Wallace – 2007
- Joakim Noah – 2011
- Luol Deng – 2012
- Jimmy Butler (x2) – 2014, 2016
- Alex Caruso – 2024